# Џамејкa Кинкејд
Џамејкa Кинкејд (енгл. Jamaica Kincaid; Сент Џонс, Антигва и Барбуда, 25. мај 1949), рођена као Елејн Потер Ричардсон (енгл. Elaine Potter Richardson), је једна од најзначајнијих карипско-америчких књижевница која се бави питањима колонијализма, расизма и полова.

## Биографија
Детињство је провела у Сент Џонсу на Антигви где је завршила и основну школу у британском колонијалном систему. У Њујорк је отишла са седамнаест година и радила три године као дадиља. Добила је стипендију за Франконија колеџ у Њу Хемпширу. Након годину дана се вратила у Њујорк јер је сматрала да је "престара да буде студент". Запослила се као новинар у часопису за младе. Тада је променила име у Џамејка Кинкејд и почела да пише. Објављивала је чланке у часописима Вилиџ Војс и Анжену. Уредник Њујоркера Вилијам Шон ју је запослио у свом часопису и охрабрио да почне озбиљније да се бави литерарним стваралаштвом.
Године 1978. ће у Њујоркеру објавити Девојчицу, поетска проза из које ће касније настати збирка прича На дну реке (1983). Након тога написала је романе Ени Џон (1983), Мало место (1988), Луси (1990), Аутобиографија моје мајке (1996), Мој брат (1997), Господин Потер (2002), Гле сад онда (2013).
Године 1999. је објавила збирку есеја Моја башта. Након тога посветила се баштованству и објавила неколико књига које се баве том темом међу којима је и Међу цветовима: шетња Хималајима (Among Flowers: A Walk in the Himalaya) 2005. године.
Тренутно живи у Вермонту и предаје креативно писање на универзитету Харвард.

## Дела

### Романи
- Ени Џон (Annie John), (1983)
- Луси (Lucy), (1990)
- Аутобиографија моје мајке (The Autobiography of My Mother), (1996)
- Мој брат (My Brother), (1997)
- Господин Потер (Mr. Potter), (2002)
- Гле сад онда (See Now Than), (2013)

### Есеји
- Мало место (A Small Place), (1988)
- Моја башта (My Garden) (1999)
- Међу цветовима: шетња Хималајима (Among Flowers: A Walk in the Himalaya), (2005)

### Приче
- На дну реке (At the bottom of the river), (1983)